# لله ثم للوطن (كتاب)
لله ثم للوطن هو كتاب لجيمس يي، نُشر في عام 2005، كان جيمس جندي أمريكي مسلم برتبة كابتن، وكان يعمل في معتقل غوانتانامو. يحكي في الكتاب تفاصيل تجاربه كجندي أمريكي ثم كمعتقل في السجن.

## وصلات خارجية
- After Words interview with Yee on For God and Country, January 14, 2006